# 1 Rosyjski Korpus Kadetów Księcia Konstantina Konstantinowicza
1 Rosyjski Korpus Kadetów Księcia Konstantina Konstantinowicza (ros. 1-й Русский Великого Князя Константина Константиновича кадетский корпус) – emigracyjna rosyjska uczelnia wojskowa w latach w okresie międzywojennym i podczas II wojny światowej.
Podczas wojny domowej w Rosji pomiędzy Białymi i bolszewikami działały Kijowski Korpus Kadetów i Odeski Korpus Kadetów, wywodzące się z przedrewolucyjnych tego typu uczelni wojskowych. 25 stycznia 1920 r. ich personel wraz z kadetami (18 wojskowych i 95 kadetów na czele z płk. M.F. Samocwietem z Kijowskiego Korpusu Kadetów oraz 20 wojskowych i 126 kadetów na czele z płk. B.N. Protopopowem z Odeskiego Korpusu Kadetów) został ewakuowany drogą morską z Odessy do Królestwa SHS. Rozmieścili się oni w Pančevie w rejonie Belgradu i w Sisaku. 10 marca tego roku rozkazem przedstawiciela wojskowego Białych gen. Wiktora A. Artamonowa został utworzony Mieszany Korpus Kadetów. Funkcję jego komendanta objął gen. Borys W. Adamowicz. 25 kwietnia przez Rumunię do Panczewa przybyło jeszcze 42 kadetów pod dowództwem płk. W.F. Guszczina i kpt. G.Ł. Remmierta. Byli oni częścią większego oddziału kadetów, którzy nie zdołali dostać się na statki w porcie odeskim, po czym dołączyli do wycofujących się wojsk Białych płk. A.A. Stessela, docierając po walkach z oddziałami bolszewickimi do Dniestru. W I poł. czerwca obie części Mieszanego Korpusu Kadetów zostały ześrodkowane w Sarajewie. 17 czerwca doszło do pierwszego zebrania Komitetu Pedagogicznego. Pierwsi absolwenci opuścili Korpus już w sierpniu; byli to kadeci, którzy rozpoczęli naukę jeszcze podczas wojny domowej. W 1922 r. Korpus został podporządkowany komisji państwowej władz jugosłowiańskich ds. pomocy uchodźcom rosyjskim. Strukturę Korpusu dostosowano do organizacji serbskich szkół średnich, aby jego absolwenci mogli kontynuować naukę. Na pocz. lutego 1925 r. do Korpusu dołączyło 32 kadetów Syberyjskiego Korpusu Kadetów, którzy przybyli do Jugosławii statkiem z Szanghaju. Latem 1929 r. Jugosłowianie zamierzali zlikwidować Korpus, ale ostatecznie nie doszło do tego z powodu interwencji króla Aleksandra I. Przeniesiono go jedynie do Białej Cerkwi, gdzie został połączony z tamtejszym Krymskim Korpusem Kadetów, tworząc 1 Rosyjski Korpus Kadetów Księcia Konstantina Konstantinowicza. Od 1 września 1936 r. nowym dyrektorem Korpusu był gen. Aleksandr G. Popow. Dniem korpuśnym był 6 grudnia. Odbywały się wtedy uroczyste parady kadetów. Dzień wcześniej odbywano panchidę, czyli dzień wspomnieniowy, kiedy śpiewano m.in. pieśń korpuśną. Dewizą były słowa: Pamiętajcie, czyje imię nosicie. Korpus miał laboratorium fizyczne i chemiczne, warsztaty, szpital, pracownię rysunkową, gabinet historyczny, salę gimnastyczną, czytelnię i bibliotekę oraz własne wydawnictwo. Działał chór i orkiestra. Kursanci uczęszczali na spotkania kręgów strzeleckiego, astronomicznego, sportowego, literackiego, muzycznego, języka francuskiego, sadowniczego, hodowli gołębi, modelarstwa lotniczego i historycznego. Ważne znaczenie miało muzeum Korpusu, utworzone na pocz. września 1925 r. We wrześniu 1944 r., z powodu zagrożenia przez ofensywę Armii Czerwonej i wojsk jugosłowiańskich, Korpus ewakuował się do Niemiec, gdzie został rozwiązany. Przez cały okres jego istnienia od 1920 r. odbyły się ogółem 24 wypuszczenia absolwentów, podczas których 966 kadetów otrzymało dyplomy jego ukończenia. W Niemczech kadetów starszych klas odkomenderowano pod koniec 1944 r. do ochrony sztabu nowo formowanych Sił Zbrojnych Komitetu Wyzwolenia Narodów Rosji, zaś na pocz. 1945 r. weszli w skład 1 Dywizji Piechoty Sił Zbrojnych KONR. Natomiast grupa kadetów młodszych klas na czele z gen. Aleksandrem G. Popowem, ostatnim komendantem Korpusu, utworzyła Pluton Specjalnego Przeznaczenia pod dowództwem por. Fatianowa przy sztabie wojsk lotniczych Sił Zbrojnych KONR.